# Luis Moya, Sombrerete
Luis Moya är en ort i Mexiko.   Den ligger i kommunen Sombrerete och delstaten Zacatecas, i den centrala delen av landet, 700 km nordväst om huvudstaden Mexico City. Luis Moya ligger 2 112 meter över havet och antalet invånare är 267.
Terrängen runt Luis Moya är kuperad åt nordväst, men åt sydost är den platt. Luis Moya ligger nere i en dal. Runt Luis Moya är det glesbefolkat, med 17 invånare per kvadratkilometer. Närmaste större samhälle är Charco Blanco, 18,7 km sydost om Luis Moya. Omgivningarna runt Luis Moya är i huvudsak ett öppet busklandskap.